# پارک مرکزی (هلسینکی)
پارک مرکزی (انگلیسی: Central Park)، (فنلاندی: Helsingin keskuspuisto, سوئدی: Helsingfors centralpark) یک پارک در هلسینکی مرکز فنلاند است.
مساحت این پارک ۱۰ کیلومتر مربع (۴ مایل مربع) است. این پارک از خلیج تولو در جنوب تا منطقه وانتا در شمال امتداد دارد.
این پارک به گونه‌ای مدیریت شده که اگرچه شبیه بوستان باغ نیست اما مانند جنگلی است که دارای مسیرهای ماسه‌ای برای تردد و پیاده‌روی و هم‌چنین دوچرخه‌سواری‌است.

## پیشینه
معمار اصلی پارک مرکزی، برتل یونگ بود که در سال ۱۹۱۱ طرح این منطقه سبز در هلسینکی را اجرا کرد. آنچه یونگ ساخته‌است در حقیقت در منطقه جنوبی حال حاضر پارک مرکزی قرار دارد.
طرح جامع معماری و گسترش پارک مرکزی هلسینکی در ۲ نوبت انجام شد. ابتدا در سال ۱۹۷۸ و سپس در سال ۲۰۰۴ که گستره پارک به ۱۰ کیلومتر مربع رسید.

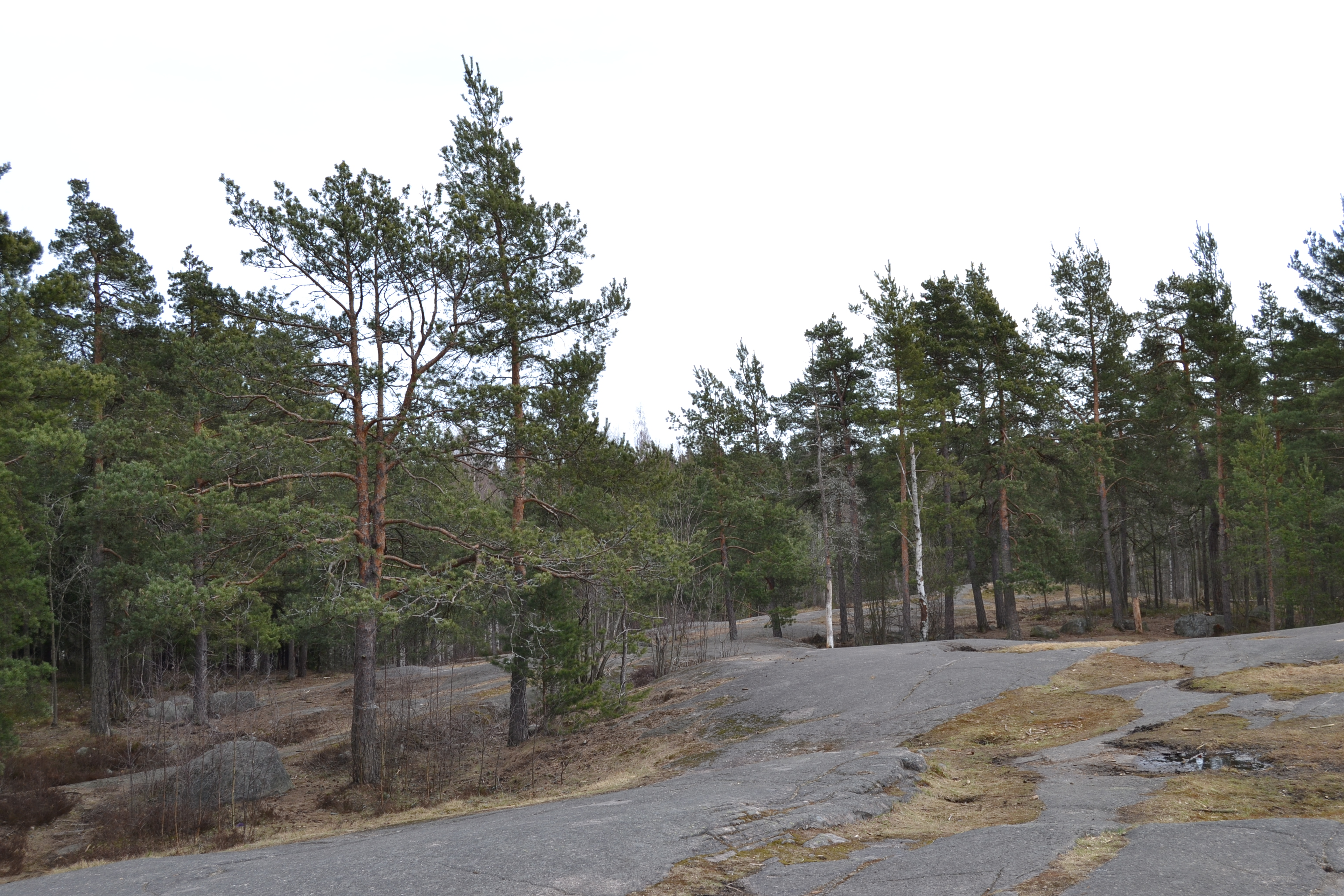
پارک مرکزی: مسیر پیاده‌روی و دوچرخه‌سواری آوریل ۲۰۱۷

## نگارخانه

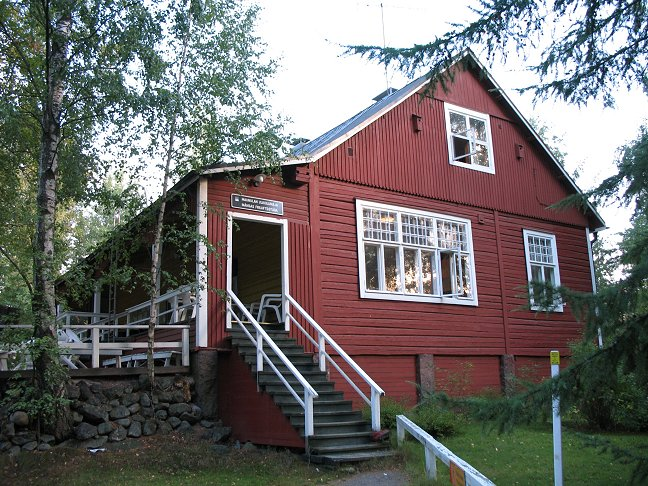
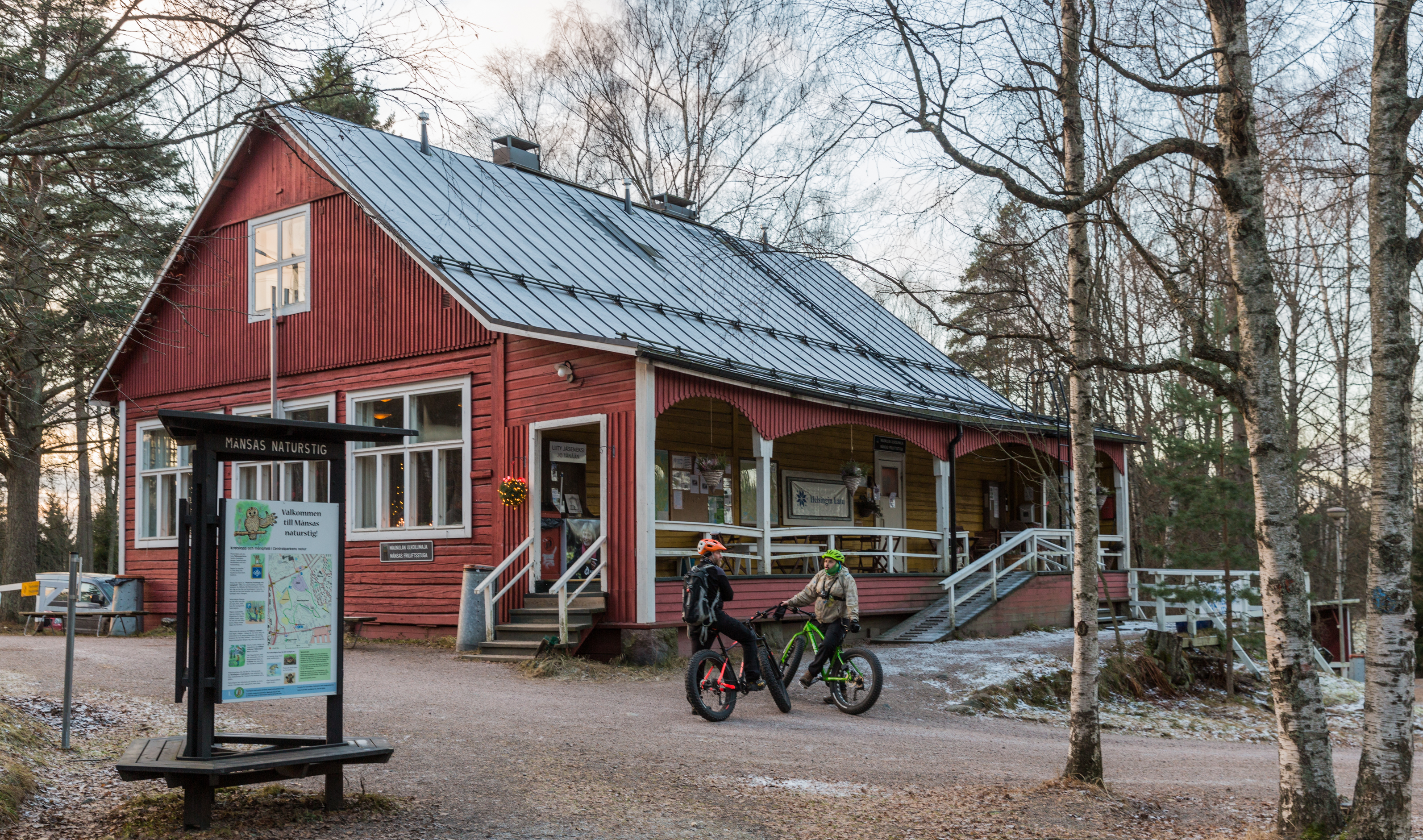